# Preuve d'amour
Pour plus de détails, voir Fiche technique et Distribution.
 Preuve d'amour est un film français réalisé par Miguel Courtois, sorti en 1988. C'est son premier film en tant que réalisateur.

## Synopsis
Un journaliste de retour de voyage rencontre dans un train un photographe qui lui montre une pellicule, en lui disant qu'elle vaut de l'or. Arrive dans le compartiment une jeune femme dont il tombe amoureux. Ils passent la nuit ensemble, et il découvre dans sa poche la pellicule du photographe ; celui-ci a été assassiné à sa descente du train.

## Fiche technique
Source : IMDb, sauf mention contraire
- Réalisation : Miguel Courtois
- Scénario : Miguel Courtois, Philippe Combenègre, Henri Haeberlin
- Producteur : Philippe Guez
- Image : Yves Dahan
- Musique : Mozart[1], Jean-Yves D'Angelo & Kamil Rustam
- Genre : thriller
- Durée : 90 minutes
- Dates de sortie : 
  - France : 9 mars 1988

## Distribution
- Gérard Darmon : Martin
- Anaïs Jeanneret : Lou
- Philippe Combenègre : Le tueur
- Sylvie Orcier : Picard
- Jean Rougerie : Berthomieu
- Michel Auclair : Charles Maurin
- Jacques Spiesser : Bernard
- Jean-Michel Dupuis : Xavier Lecoq
- Isabelle Nanty : Anne-Marie
- Gilles de Maistre : Le caméraman
- Mireille Deyglun : une journaliste
- Alice Béat : Lou, jeune
- Nathalie Auffret : Sophie Belleyme